# Tapesia lividofusca

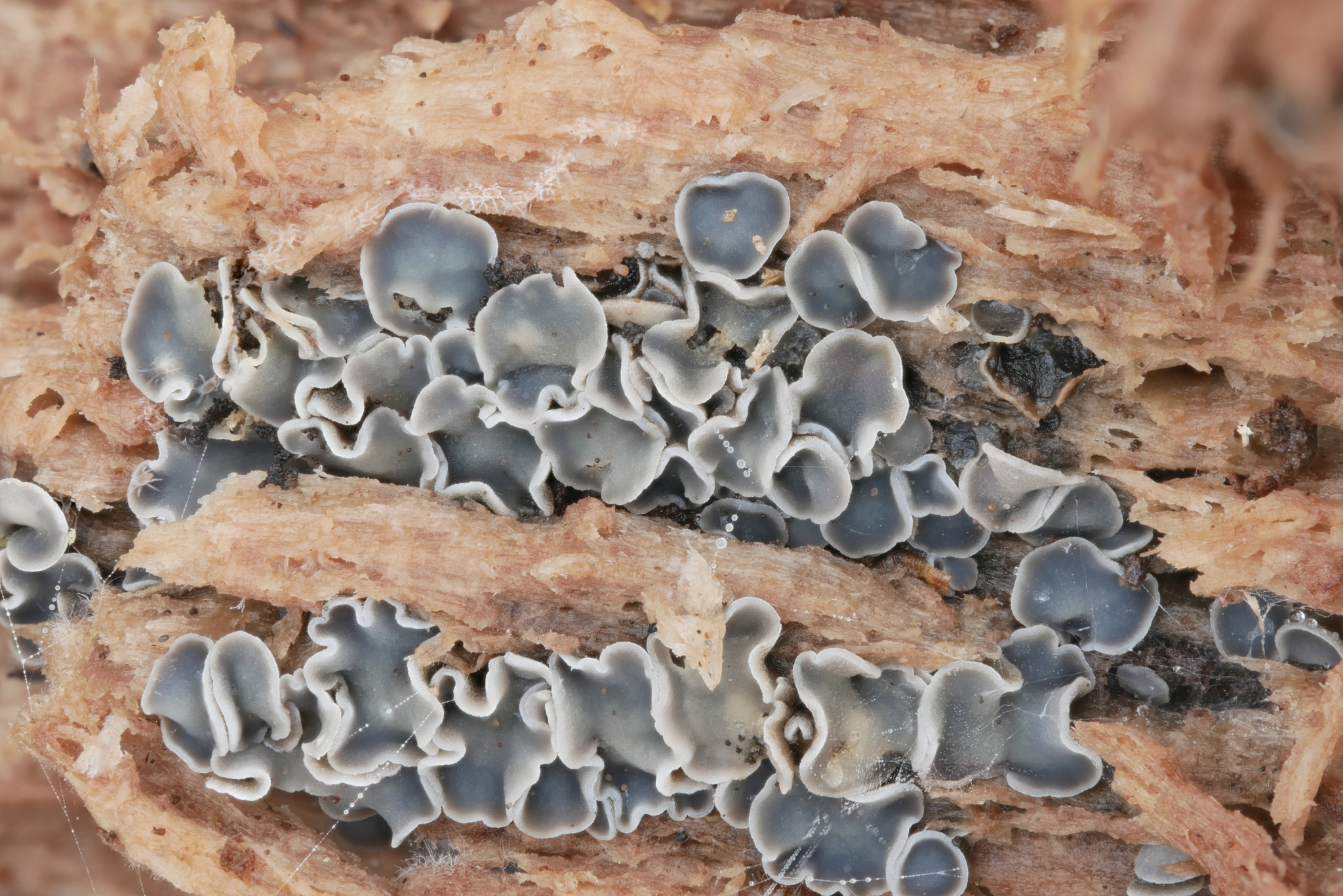

Tapesia lividofusca (Fr.) Rehm – gatunek grzybów z rodziny Mollisiaceae.

## Systematyka i nazewnictwo
Pozycja w klasyfikacji według Index Fungorum: Trichobelonium, Mollisiaceae, Helotiales, Leotiomycetidae, Leotiomycetes, Pezizomycotina, Ascomycota, Fungi.
Po raz pierwszy opisał go w 1822 roku Elias Fries, nadając mu nazwę Peziza lividofusca. Obecną, uznaną przez Index Fungorum nazwę, nadał mu w 1870 r. Heinrich Rehm, przenosząc go do rodzaju Tapesia. Pozostałe synonimy:
- Mollisia lividofusca (Fr.) Gillet 1882,
- Niptera lividofusca (Fr.) Fuckel 1874,
- Tapesia melaleucoides Rehm 1891.

## Morfologia
Owocnik
Apotecja o średnicy 1,5–3(5) mm, grubość 0,2–0,35 mm, siedzące lub na szerokiej podstawie, miseczkowate, w stanie dojrzałym zwykle o nierównym, falistym brzegu. Często owocniki rosną w dużym zagęszczeniu, wskutek czego są zdeformowane. Hymenium tylko początkowo gładkie, zwykle szybko pofalowane, zwężone ku środkowi, czasem wygląda jak miniaturowa wersja krążkownicy wrębiastej. Powierzchnia o zmiennej barwie, w stanie świeżym zwykle brązowa z fioletowym lub różowym odcieniem, czasami niebieskofioletowa, nigdy ciemnoszara, podczas wysychania ma barwę od beżowej do ochrowożółtej, a po całkowitym wyschnięciu (np. w eksykatach) jest prawie czarna, rzadko czerwonobrązowa. Brzeg jaśniejszy. Subikulum zwykle czarnobrązowe.
Cechy mikroskopowe
Strzępki subiculum ciemno czerwonobrązowe, w KOH szarobrązowe, grubościenne (ściana 0,5–0,8 µm), z przegrodami, o szerokości 15–17 µm, często z rozpuszczającą się, nierówną ścianą zewnętrzną, powodującą, że szerokość jest wówczas trudna do oceny. Zewnętrzna warstwa ekscypulum (ectal excipulum) ma grubość 50–60 µm i zbudowana jest z kulistych komórek o barwie czerwonawobrązowej, komórki grubościenne o średnicy 12–20 |nm, okrągłe u podstawy i czarnobrązowe, w kierunku brzegu często nieco jaśniejsze i przybierające bardziej gruszkowaty kształt. Najbardziej zewnętrzna warstwa komórek (komórki brzeżne) jest okrągło maczugowata, pęcherzykowa, wydłużono maczugowata na krawędziach, brązowawa do półszklistej. Warstwa wewnętrzna (medullary excipulum) to tekstura intricata z brązowawymi strzępkami. Subhymenium o barwie od ochrowej do czerwonawobrązowej (nigdy nie szkliste), zbudowane z komórek o teksturze intricata (cecha ta występuje tylko u T. lividofusca i nieco mniej wyraźnie u T. ramealis). Strzępki są gęsto splecione i biegną mniej więcej równolegle do hymenium.
Worki 60–75 × 17,5–19 µm, w pełnej dojrzałości napęczniałe do szerokości 20 µm. Zarodniki ułożone niewyraźnie w dwóch rzędach. Otwór worków w płynie Lugola ma mocny niebieski kolor, a po wstępnej obróbce KOH prawie czarnoniebieski. Podstawy worków z haczykami. Parafizy cylindryczne i jednakowej grubości, o szerokości 2,5–4 µm, częściowo z przegrodami, często rozwidlone w pobliżu podstawy. W świeżych preparatach pod mikroskopem w wodzie w parafizach widoczna jest wydłużona, ledwo przerywana, wysoce refrakcyjna wakuola, która znika nagle po dodaniu KOH. Świeże askospory bez przegród, 8,0–12,0 × 2,5–2,9 µm, w większości przypadków bez kropelek oleju, co najwyżej czasami w pobliżu biegunów występują 1–2 maleńkie kropelki. Strzępka kiełkowa wyrasta na jednym, lub na obydwu wierzchołkach.

## Występowanie i siedlisko
Znane jest występowanie Tapesia lividofusca w Ameryce Północnej, Europie i Azji. Najwięcej stanowisk podano w Europie. W Polsce M.A. Chmiel w 2006 r. przytoczyła 8 stanowisk, w późniejszych latach podano następne. Aktualne stanowiska podaje także internetowy atlas grzybów. Znajduje się w nim na liście gatunków zagrożonych i wartych objęcia ochroną (pod nazwą Mollisia lividofusca).
Nadrzewny grzyb saprotroficzny występujący na gałęziach i gałązkach drzew liściastych, często na leżących na ziemi, preferuje bowiem wilgotne siedlisko. Czasami rozwija się także na leżących na wilgotnej ziemi szyszkach modrzewia i sosny. T. lividofusca jest jednak bardziej odporna na suszę niż Tapesia fusca i można ją spotkać także na wiszących jeszcze na drzewie martwych gałęziach, jeśli drzewo jest w wilgotnym siedlisku. Zasiedla wiele gatunków drzew, głównie gałęzie pozbawione kory. W górach występuje aż do piętra kosodrzewiny. Przy odpowiednich warunkach pogodowych rozwija się przez cały rok, głównie jednak wiosną (od marca do maja).